# كويم برتو
كويم برتو (بالبرتغالية: Joaquim Alberto Ferreira Machado‏) هو مدرب كرة قدم ولاعب كرة قدم برتغالي في مركز الدفاع، ولد في 9 أكتوبر 1971 في غيمارايش في البرتغال. لعب مع إستريلا دا أمادورا وسبورتينغ لشبونة وفيتوريا دي غيماريش ونادي بنفيكا ونادي سانتا كلارا ونادي فارزيم ونادي فيزيلا.

## وصلات خارجية
- كويم برتو على موقع قاعدة بيانات كرة القدم.إي يو (الإنجليزية)
- كويم برتو على موقع Soccerway.com (الإنجليزية)
- كويم برتو على موقع عالم كرة القدم.نت (الإنجليزية)